# Magellan (nave da crociera)
Magellan è stata una nave da crociera Cruise & Maritime Voyages (CMV), acquisita dalla compagnia Seajets dopo il fallimento della CMV nel 2020 e destinata alla demolizione nel gennaio 2021.

## Storia

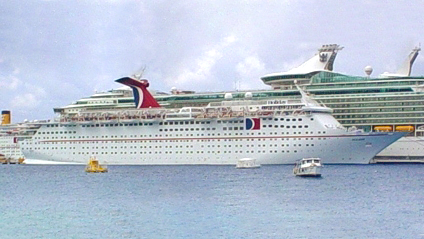
Holiday in servizio per Carnival Cruise Line a Cozumel nel 2004

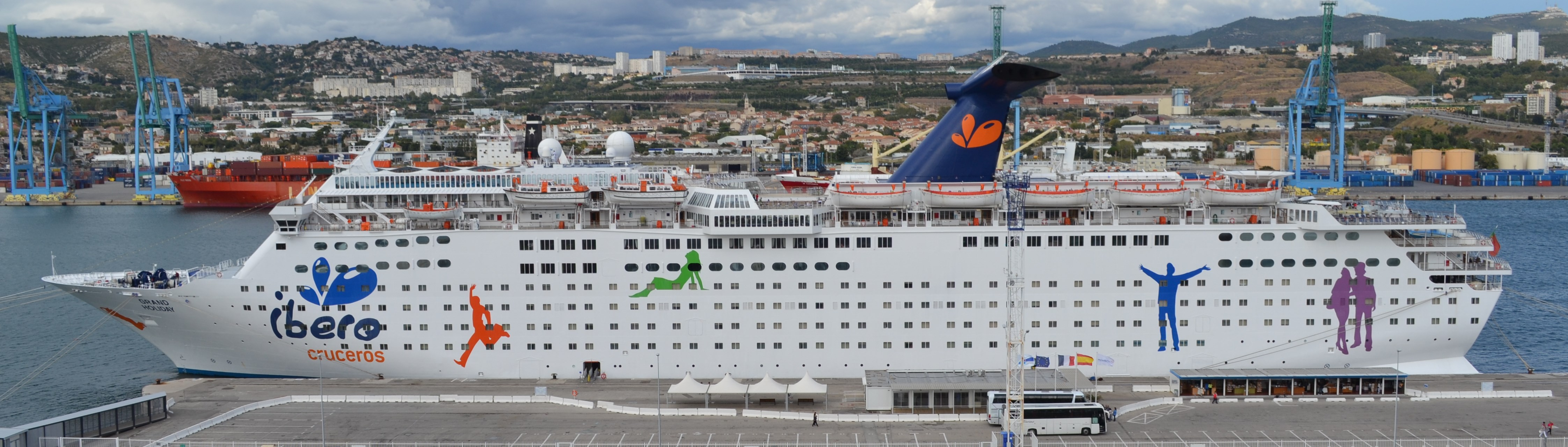
Grand Holiday in servizio per Ibero Cruceros a Marsiglia nel 2013

Costruita nel cantiere danese Aalborg Vaerft, la nave entrò in servizio nel 1985 per Carnival Cruise Line col nome di Holiday. Nel 2003 è stata sottoposta a dei lavori di restauro, dovuti alle condizioni non ottimali della nave. A seguito dell'Uragano Katrina, nel 2005, venne utilizzata come alloggio temporaneo per gli sfollati. Prima di tornare al regolare servizio, la Holiday fu nuovamente trasportata in bacino di carenaggio per dei miglioramenti. Nel 2010 lasciò definitivamente la flotta Carnival e venne trasferita alla Ibero Cruceros (anch'essa compagnia della Carnival Corporation) con la quale operò col nome Grand Holiday. Essa fu utilizzata come nave albergo durante le Olimpiadi Invernali di Sochi del 2014. Lo stesso anno, a causa dell'assorbimento della Ibero Cruceros da parte di Costa Crociere, si decise di vendere la nave alla compagnia britannica Cruise & Maritime Voyages e nel 2015 acquisì il nome Magellan che mantenne sino al gennaio 2021.
Nel 2020 a seguito del fallimento della Cruise & Maritime Voyages, la nave fu venduta all'asta a Seajets per 3.431.000 USD.

## Navi gemelle
- Grand Celebration
- Henna